# La Petite-Raon
La Petite-Raon é uma comuna francesa na região administrativa de Grande Leste, no departamento de Vosges. Estende-se por uma área de 9,09 km². Em 2010 a comuna tinha 757 habitantes (densidade: 83,3 hab./km²).